# Sydneyjski stolp
Sydneyjski stolp (znan tudi kot Sydney Tower, AMP Tower, AMP Centrepoint Tower, Centrepoint Tower ali samo Centrepoint) je najvišja prosto stoječa zgradba v Sydneyju in tretja najvišja v Avstraliji. Najvišja stavba pa je Q1. V višino meri 309 m. Razgledna ploščad je odprta za javnost in stolp je ena najbolj priljubljenih turističnih atrakcij v mestu. Je član Svetovne zveze visokih stolpnic.
Poslovno zgradbo, iz katere se dviga, so pričeli graditi leta 1970, sam stolp pa leta 1975. Za javnost je bil odprt leta 1981.